# (1408) Trusanda
(1408) Trusanda – planetoida z pasa głównego asteroid okrążająca Słońce w ciągu 5 lat i 176 dni w średniej odległości 3,11 au. Została odkryta 23 listopada 1936 roku w Landessternwarte Heidelberg-Königstuhl w Heidelbergu przez Karla Reinmutha. Nazwa planetoidy pochodzi od imienia Trude Hochgesand, znajomej Heinricha Vogta, niemieckiego astronoma. Przed jej nadaniem planetoida nosiła oznaczenie tymczasowe (1408) 1936 WF.